# بيت غوس
بيت غوس (بالإنجليزية: Pete Goss)‏ هو متسابق يخت بريطاني، ولد في 22 ديسمبر 1961 في Yealmpton ‏ في المملكة المتحدة.